# Sciurumimus albersdoerferi
Sciurumimus albersdoerferi es la única especie conocida del género extinto Sciurumimus (en latín «imitador de las ardillas)» de dinosaurio terópodo megalosauroideo que vivió a finales del período Jurásico, hace aproximadamente 150 millones de años durante el Titoniense, en lo que es hoy Europa. Es conocido a partir de un único espécimen juvenil que representa la especie tipo, el cual fue hallada en una cantera de caliza cerca de Painten en la Baja Baviera, Alemania. El espécimen fue preservado con trazas de filamentos similares a plumas.

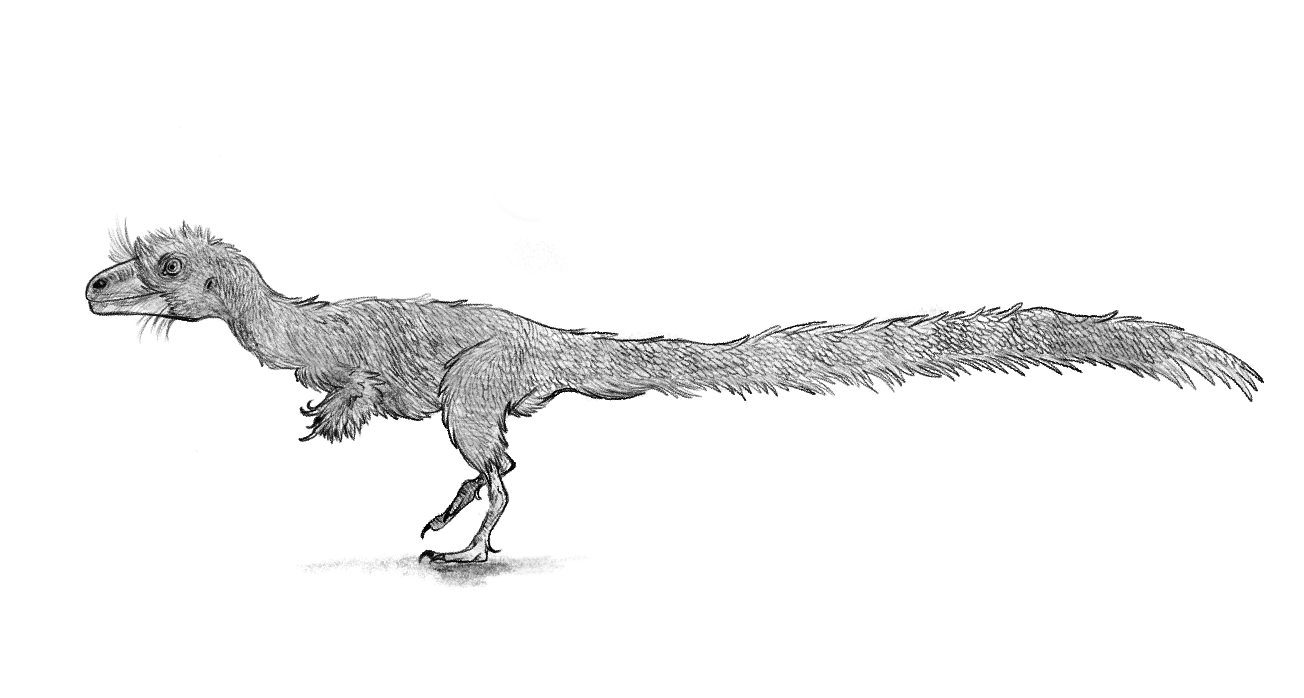

## Descripción
El único espécimen conocido de Sciurumimus es un individuo juvenil de unos 72 centímetros de largo y un cráneo de unos 8 centímetros de largo. Probablemente sea un animal joven recién nacido, si es un megalosauroideo es probable que los animales adultos hayan alcanzado dimensiones mucho mayores. Las crías de Allosaurus que estaban en una etapa comparable de desarrollo con 42 centímetros, eran significativamente más cortas y alcanzaron una longitud de aproximadamente 7 metros al crecer. Los animales adultos de Sciurumimus probablemente miden una longitud corporal de 5 metros y posiblemente presentaran el enanismo insular.
Sciurumimus se conoce a partir de un único fósil holotipo que está excepcionalmente bien conservado, con esqueleto completo en articulación completa junto con finos detalles de tejido blando. Es comparable en tamaño y proporciones al celurosaurio juvenil Juravenator, aunque difiere significativamente en varios detalles anatómicos. El cráneo de Sciurumimus es proporcionalmente grande, al 156% de la longitud del fémur y más largo que la serie de vértebras cervicales. Estas proporciones corporales, junto con las extremidades anteriores cortas, la falta de fusión en el esqueleto y la morfología regular de los dientes indican que el espécimen representa un individuo muy joven, probablemente recién nacido.
El fósil conserva el plumaje filamentoso en la base de la cola y en otras partes del cuerpo. Estas estructuras se describen como idénticas a las plumas de la etapa 1 conservadas en algunos ornitisquios, el tiranosaurino basal Dilong y el terizinosauroide basal Beipiaosaurus. Aunque la mayor parte del tejido blando conservado en el holotipo Sciurumimus probablemente represente estructuras tegumentarias, se observa un pequeño parche de lo que puede ser tejido muscular a lo largo del borde posterior de la tibia.

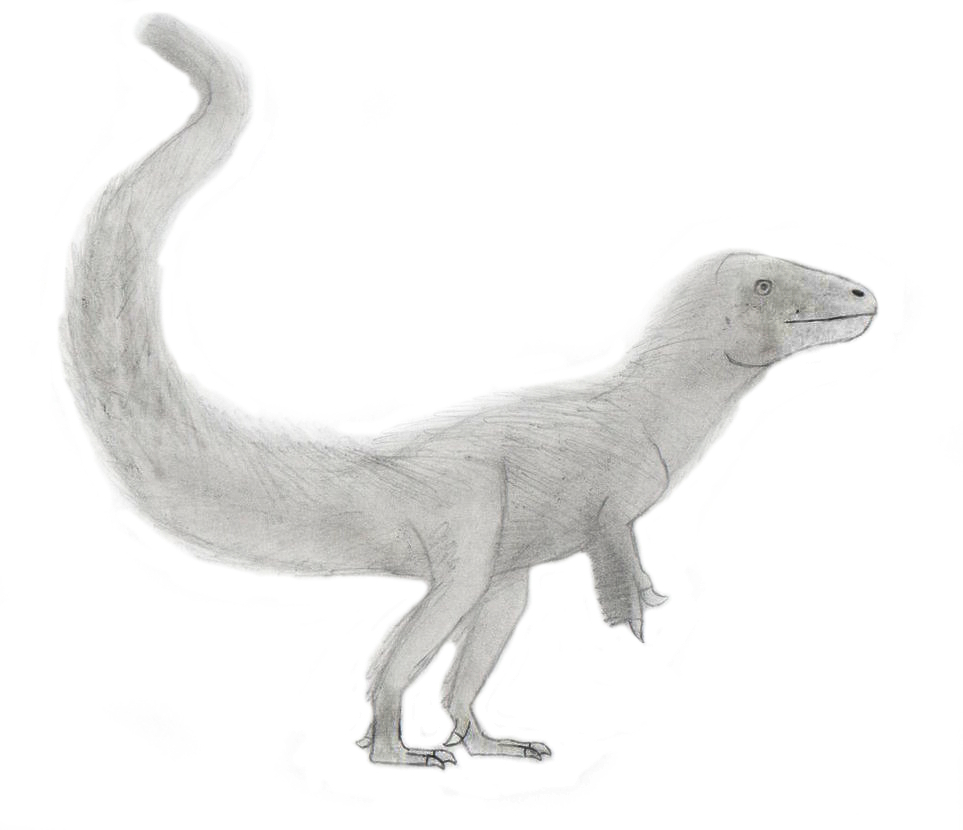
Recreación.

La cabeza es relativamente grande en comparación con el resto del cuerpo y tiene fosas nasales muy anchas. Los cuatro primeros dientes de la mandíbula superior no tienen muescas, los restantes 33 a 35 dientes superiores están claramente dentados en la parte posterior y apuntan fuertemente hacia atrás. Esto los distingue claramente de la dentición zifodóntica habitual de los Tetanurae. Una posible explicación de esto es que en una determinada etapa de desarrollo hubo un cambio de dientes, en el que los dientes fueron reemplazados por dientes dentados en ambos lados. Los animales jóvenes probablemente comieron alimentos diferentes a los de los adultos. La cabeza grande con ojos comparativamente grandes muestra un esquema infantil . Sciurumimus tiene patas delanteras relativamente cortas y fuertes. Tienen tres eslabones de los dedos largos y garras que juntos representan alrededor del 45% de la longitud de la pierna. Las patas traseras, por otro lado, son alargadas como con todos los terópodos, unos 11 centímetros sin patas y permiten que los animales se muevan rápidamente de forma bípeda . La cola es larga y consta de un total de 59 vértebras.
Alrededor del esqueleto fósil hay finas huellas y restos de un plumón que aparentemente cubría todo el cuerpo del animal. Consiste en plumas simples, similares a pelos, de alrededor de 0,2 milímetros de grosor, y es particularmente pronunciada en la cola. Las estructuras de filamentos largos y densos le dan una superficie similar a una piel y una apariencia tupida.

## Descubrimiento e investigación
El holotipo de Sciurumimus, BMMS BK 11, se encontró en 2009 o 2010 durante las excavaciones en las canteras de cal de Rygol cerca de Painten en el sur de Alemania. El hallazgo de la capa de piedra caliza Kelheim pertenece a la zona beckeri del Kimmeridgiense, una etapa de la Jurásico Superior. El fósil tiene alrededor de 151 millones de años y es uno de los fósiles de dinosaurio mejor conservados del mundo. El geólogo y comerciante de fósiles Raimund Albersdörfer había financiado las excavaciones, su esposa Birgit, propietaria del fósil, lo informó como bien cultural y lo dejó a la Solnhofen Alcalde-Müller Museum como un préstamo permanente.

## Clasificación

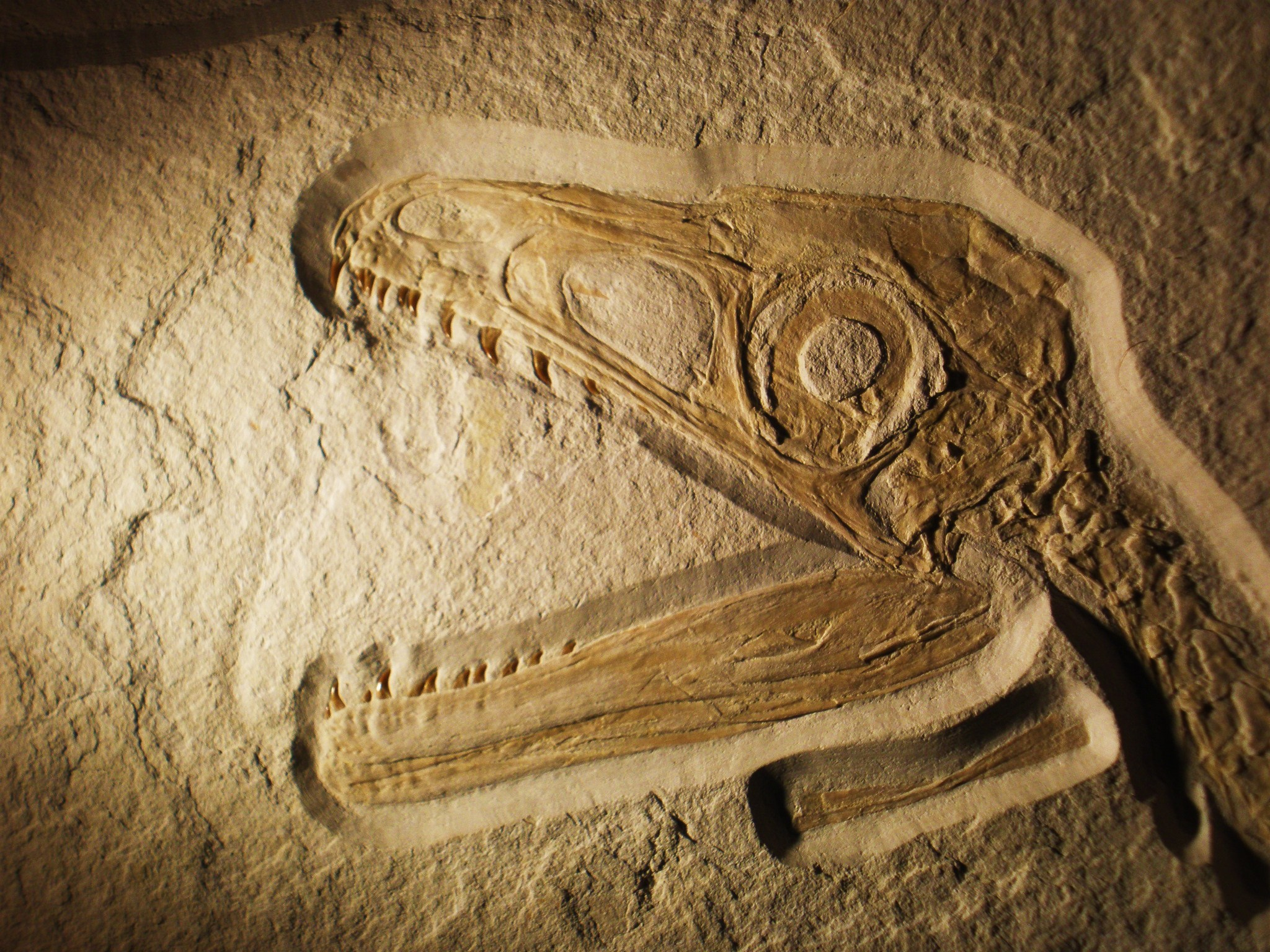
Detalle del cráneo.

Tras haber sido descubierto, un análisis filogenético sugirió que Sciurumimus puede haber sido un miembro primitivo de Megalosauroidea, un clado de grandes dinosaurios carnívoros más primitivos que muchos otros terópodos bien conocidos como los tiranosauroideos y los carnosaurios, lo que lo convertía en uno de los terópodos emplumados más basales conocidos. Esta clasificación se apoyaba en uno de los tres análisis iniciales llevados a cabo por los científicos que lo describieron. Los otros dos análisis, que los autores consideraron como menos fundamentados, hallaron que estaba más cercanamente relacionado con Monolophosaurus y a Avetheropoda, y en una posición sin resolver entre los aveterópodos y los megalosauroideos, respectivamente. La posición exacta fue muy difícil de determinar en los varios analizados realizados debido a que el único espécimen conocido es un ejemplar muy joven.
Este estudio inicial fue criticado por muchos investigadores, quienes señalaron que algunos de los análisis anteriores que los científicos usaron para conectar los datos del nuevo fósil estaban incompletos y les faltaban datos relevantes de varias especies. Las relaciones de Sciurumimus fueron examinadas de nuevo en 2013, cuando un análisis que contenía todos los datos originales, más varios datos adicionales y correcciones, fue publicado en la revista Nature. Este análisis revisado encontró que Sciurumimus es uno de los miembros más primitivos de Coelurosauria, y levemente más avanzado que los megalosauroideos.  Sin embargo, este análisis se centró en Coelurosauria y el conjunto de datos en el que se basó contenía solo un megalosáurido y solo cuatro taxones terminales fuera de Coelurosauria. Otros análisis encontraron que era un alosauroide o un tetanurano fuera de Avetheropoda. Paul en 2016 lo colocó como  basal entre los Maniraptoromorpha. Se realizó un nuevo análisis detallado del taxón en el material complementario de Hartman et al . de 2019 que encontró que varios caracteres estaban mal puntuados, y cuando se colocó el Sciurumimus sin corregir en la matriz, también se encontró que Juravenator era un tetanurano basal, mientras que si Sciurumimus estaba ausente, Juravenator sería un celurosaurio basal. El análisis encontró que Sciurumimus era un compsognátido, aunque señalaron que esta posición era tentativa. Foth y et al. en 2020 colocó nuevamente, aunque tentativamente, Sciurumimus en Megalosauroidea, esta vez acompañado de Juravenator.

### Filogenia
Cladograma según análisis de Rauhut y colaboradores (2012):

|  | Afrovenator                                                  |
|  |                                                              |
|  | Dubreuillosaurus                                             |
|  |                                                              |
|  | \| \| Megalosaurus \| \| \| \| \| \| Torvosaurus \| \| \| \| |
|  |                                                              |
|  | Megalosaurus                                                 |
|  |                                                              |
|  | Torvosaurus                                                  |
|  |                                                              |

|  | Megalosaurus |
|  |              |
|  | Torvosaurus  |
|  |              |

|  | Afrovenator                                                  |
|  |                                                              |
|  | Dubreuillosaurus                                             |
|  |                                                              |
|  | \| \| Megalosaurus \| \| \| \| \| \| Torvosaurus \| \| \| \| |
|  |                                                              |
|  | Megalosaurus                                                 |
|  |                                                              |
|  | Torvosaurus                                                  |
|  |                                                              |

|  | Megalosaurus |
|  |              |
|  | Torvosaurus  |
|  |              |

|  | Afrovenator                                                  |
|  |                                                              |
|  | Dubreuillosaurus                                             |
|  |                                                              |
|  | \| \| Megalosaurus \| \| \| \| \| \| Torvosaurus \| \| \| \| |
|  |                                                              |
|  | Megalosaurus                                                 |
|  |                                                              |
|  | Torvosaurus                                                  |
|  |                                                              |

|  | Megalosaurus |
|  |              |
|  | Torvosaurus  |
|  |              |

|  | Afrovenator                                                  |
|  |                                                              |
|  | Dubreuillosaurus                                             |
|  |                                                              |
|  | \| \| Megalosaurus \| \| \| \| \| \| Torvosaurus \| \| \| \| |
|  |                                                              |
|  | Megalosaurus                                                 |
|  |                                                              |
|  | Torvosaurus                                                  |
|  |                                                              |

|  | Megalosaurus |
|  |              |
|  | Torvosaurus  |
|  |              |